# Robin l'Écureuil
Robin l'Écureuil est un bimensuel de bande dessinée jeunesse français dont les quatorze numéros ont été publiés de mai 1946 à  novembre 1946 par Louis Bourret et Maurice Picquet.
Il a notamment publié des bandes dessinées de Robert Dansler (Robin l'Écureuil), Auguste Liquois (Héros de la liberté), Rémy Bourlès (Robin des Bois), René Giffey (Le Capitan de la brousse) et Raymond Poïvet (Le Sous-marin pirate).
Malgré un lancement ambitieux au palais des Glaces de Paris le 23 mai 1946, Robin l'Écureuil n'a pas connu auprès de sa cible, les garçons de 7 à 12 ans, le succès escompté par ses fondateurs et sa publication a cessé après quelques mois.